# Partido judicial de Illescas
El Partido judicial de Illescas es uno de los 7 partidos judiciales en los que se divide  la provincia de Toledo en la comunidad autónoma de Castilla-La Mancha, siendo el partido judicial n.º 3 de la provincia de Toledo.
El ámbito territorial, que viene regulado por el Real Decreto 529/1983, de 9 de marzo, comprende los municipios de :
Alameda de la Sagra, Añover de Tajo, Borox, Cabañas de la Sagra, Carranque, Casarrubios del Monte, Cedillo del Condado, Chozas de Canales, Cobeja, Esquivias, Illescas, Lominchar, Numancia de la Sagra, Palomeque, Pantoja, Recas, Seseña, Ugena, Valmojado, Las Ventas de Retamosa, Villaluenga de la Sagra, Villaseca de la Sagra, El Viso de San Juan, Yeles, Yuncler, Yunclillos y Yuncos